# Twin Kiddies
Twin Kiddies è un film muto del 1917 diretto da Henry King.

## Trama
La fortuita somiglianza tra Bessie Hunt e Fay Van Loan porta a uno scambio tra le due bambine: la prima, nata in una famiglia di minatori, vive poveramente ma circondata dall'affetto dei suoi; la seconda, invece, desidera disperatamente l'affetto dei suoi ricchissimi genitori che sembrano più interessati al denaro e alla vita sociale che alla figlia. Quando Bessie e Fay si incontrano per caso in riva al fiume, si scambiano per gioco i vestiti. Così Bessie viene portata via in auto dei Van Loan e Fay finisce nella modesta casa degli Hunt. La piccola bambina troppo ricca scopre in questo modo l'amore e l'affetto, mentre Bessie - con la sua allegria - trasforma i Van Loan. Scoperto lo scambio, le due bambine tornano ognuna alla propria famiglia. Ma ormai i Van Loan hanno capito che l'amore per la figlia è più importante di tutto il resto.

## Produzione
Il film fu prodotto dalla Balboa Amusement Producing Company

## Distribuzione
Il copyright del film, richiesto dalla Pathe Exchange, Inc., fu registrato il 17 gennaio 1917 con il numero LU10002.
Distribuito dalla Gold Rooster Play, il film uscì nelle sale cinematografiche statunitensi il 28 gennaio 1917. In Francia, fu distribuito dalla Pathé Frères il 31 maggio 1918 con il titolo Deux rayons de soleil.
Copie complete della pellicola sono conservate negli archivi della Cinémathèque Française di Parigi, negli Archives du Film du CNC (Bois d'Arcy) e in quelli della Cineteca Italiana di Milano.